# ベン・スティラー 人生は最悪だ!
『ベン・スティラー 人生は最悪だ!』（Greenberg）は、ノア・バームバック監督・脚本による2010年のアメリカ合衆国のコメディ・ドラマ映画。日本では劇場公開されず、スター・チャンネルで放送された。2016年現在では『グリーンバーグ』の邦題で複数のサービス事業者からオンデマンド視聴サービスが提供されている。

## キャスト
- ベン・スティラー
- グレタ・ガーウィグ
- リス・エヴァンス
- ジェニファー・ジェイソン・リー
- メリット・ウェヴァー
- クリス・メッシーナ
- ブリー・ラーソン
- ジュノー・テンプル
- マーク・デュプラス
- デイヴ・フランコ
- ジェイク・パルトロー

## 評価

### 批評家の反応
本作は批評家には概ね好意的に受け入れられた。Rotten Tomatoesでは158件のレビューで75%の支持率で「フレッシュ」となった。またMetacriticでは主流批評家の38件のレビューに基づき、100点満点中75点の加重平均スコアを割り当てられた。『ローリング・ストーン』のピーター・トラヴァースは4つ星満点で3つ星を与えた。またロジャー・イーバートは4つ星満点で3つ星半を与えた。

### ノミネート
| 映画祭・賞                           | 部門                             | 対象                               | 結果       |
| ------------------------------------ | -------------------------------- | ---------------------------------- | ---------- |
| ベルリン国際映画祭                   | 金熊賞                           | ノア・バームバック                 | ノミネート |
| ゴッサム・インディペンデント映画賞   | ブレイクスルー俳優賞             | グレタ・ガーウィグ                 | ノミネート |
| インディペンデント・スピリット賞     | 作品賞                           | 『ベン・スティラー 人生は最悪だ!』 | ノミネート |
| インディペンデント・スピリット賞     | 主演男優賞                       | ベン・スティラー                   | ノミネート |
| インディペンデント・スピリット賞     | 主演女優賞                       | グレタ・ガーウィグ                 | ノミネート |
| インディペンデント・スピリット賞     | 撮影賞                           | ハリス・サヴィデス                 | ノミネート |
| オンライン映画批評家協会賞           | オリジナル脚本賞                 | ノア・バームバック                 | ノミネート |
| ナショナル・ボード・オブ・レビュー賞 | インデペンデント映画トップ・テン | 『ベン・スティラー 人生は最悪だ!』 | N/A        |

## サウンドトラック
サウンドトラックはDFAレコーズの共同創設者のジェームズ・マーフィが手掛けた。マーフィにとってこれが映画音楽デビュー作でとなる

### トラックリスト
1. ジェームズ・マーフィ: "People"
2. ナイト・ジェウェル: "Suburbia"
3. ジェームズ・マーフィ: "Sleepy Baby"
4. ジェームズ・マーフィ: "Thumbs"
5. アルバート・ハモンド: "It Never Rains in Southern California"
6. ジェームズ・マーフィ: "Plenty of Time"
7. ジェームズ・マーフィ: "Photographs"
8. ジェームズ・マーフィ: "Gente"
9. ギャラクシー500: "Strange"
10. LCDサウンドシステム: "Oh You (Christmas Blues)"
11. ジェームズ・マーフィ: "Birthday Song"
12. ジェームズ・マーフィ: "Dear You"
13. ザ・ソニックス: "Shot Down"
14. デュラン・デュラン: "The Chauffeur"
15. ジェームズ・マーフィ: "If You Need a Friend"
16. ジェームズ・マーフィ: "Please Don't Follow Me"
17. ジェームズ・マーフィ: "Photographs (Piano)"